# Библь, Хайди
Хайди Библь (нем. Heidi Biebl; 17 февраля 1941, Оберштауфен — 20 января 2022) — немецкая горнолыжница, выступавшая в слаломе, гигантском слаломе и скоростном спуске. Представляла сборную ФРГ по горнолыжному спорту и Объединённую германскую команду в первой половине 1960-х годов, чемпионка зимних Олимпийских игр в Скво-Вэлли, чемпионка мира, многократная победительница западногерманского национального первенства.

## Биография
Хайди Библь родилась 17 февраля 1941 года в ярмарочной общине Оберштауфен, Бавария. Серьёзно заниматься горнолыжным спортом начала с детства, проходила подготовку в местном одноимённом лыжном клубе SC Oberstaufen. Окончила среднюю школу в Имменштадт-им-Алльгой, тренировалась на лыжной базе в Эрбахе.
В 1959 году впервые одержала победу в зачёте национального первенства Западной Германии.
Наивысшего успеха в своей спортивной карьере добилась в возрасте девятнадцати лет в 1960 году, когда вошла в состав Объединённой германской команды, собранной для участия в зимних Олимпийских играх в Скво-Вэлли. В слаломе по сумме двух попыток заняла итоговое 21 место, в гигантском слаломе показала на финише 37 результат, тогда как в программе скоростного спуска обошла всех своих соперниц и завоевала золотую олимпийскую медаль. Поскольку здесь также разыгрывалось мировое первенство, дополнительно получила статус чемпионки мира по горнолыжному спорту. За это выдающееся достижение по итогам сезона была награждена Серебряным лавровым листом, высшей спортивной наградой ФРГ.
В дальнейшем Библь добавила в послужной список ещё несколько титулов и наград, в частности пять раз побеждала в гонках серии SDS: один раз в скоростном спуске, один раз в слаломе и трижды в комбинации. Четырнадцать раз побеждала в зачёте западногерманского национального первенства в различных горнолыжных дисциплинах. Принимала участие в Олимпийских играх 1964 года в Инсбруке, однако на сей раз попасть в число призёров не смогла, стала четвёртой в слаломе и скорстном спуске, в то время как в гигантском слаломе была дисквалифицирована и не показала никакого результата.
Находясь в числе лидеров сборной Западной Германии, Хайди Библь планировала выступить на чемпионате мира 1966 года в Портильо, но из-за разногласий с Немецкой лыжной ассоциацией это выступление так и не состоялось — спортивный директор Фриц Вагнербергер настоял на её исключении из команды, ссылаясь на неудовлетворительное физическое состояние. В связи с этим Библь приняла решение завершить спортивную карьеру.
Впоследствии в течение многих лет работала инструктором по горнолыжному спорту, открыла собственную лыжную школу для детей и подростков. Помимо этого, управляла небольшим отелем в своей родной коммуне Оберштауфен. Комментировала соревнования по горнолыжному спорту на немецком телевидении.
Умерла 20 января 2022 года.